# Varbergs flygplats
Varbergs flygplats, även känd som Getteröns flygfält, är en flygplats på Getterön, cirka 4 km nordväst om Varbergs centrum i Hallands län. Flygplatsen ägs av Varbergs kommun.
Flygfältet har två landningsbanor och anlades 1938, i samband med Getteröns anslutning till fastlandet 1936, utbyggnaden av Varbergs hamn och tillkomsten av Getteröns naturreservat.
Varbergs flygplats används mest av privatflyget. Även näringslivet och olika myndigheter använder flygplatsen. Ett projekt som drevs av Varbergs flygklubb och Varbergs kommun hade som mål att asfaltera banan i syfte att möjliggöra flygning under perioder då gräsbanan inte bär på grund av väta. Kommunens beslut överklagades av närboende och miljöorganisationer. Mark- och miljödomstolen i Vänersborg upphävde kommunens och länsstyrelsens beslut i juli 2012 och förbjöd kommunen att asfaltera banan. Domen överklagades av Varbergs kommun, men mark- och miljööverdomstolen avvisade överklagandet den 22 november 2012.
Varbergs kommun svarar för flygplatsens drift och skötsel. Varbergs flygklubb genomför passagerarflygningar över Varberg året runt när gräsytan bär. En klubbstuga med cafeteria finns intill Getterövägen. T.o.m 2012 användes flygplatsen för Wheels & Wings årliga sammandragning av veteranfordon, där även flyguppvisningar var en del av evenemanget.

## Bilder
- Wikimedia Commons har media som rör Varbergs flygplats.